# Convento de San Diego (Alfara del Patriarca)
Los restos del antiguo convento de San Diego de Alfara del Patriarca (en España, Comunidad Valenciana), están situados en la calle San Bartolomé 80, en el camino de Carpesa, antes de llegar a Almácera. Se trata de dependencias conventuales del siglo XVI y XVII y que actualmente están dedicadas a uso industrial; el conjunto fue declarado Bien de Relevancia Local el 26 de septiembre de 2002.

## Historia y descripción
Perteneció a la orden de franciscanos observantes. Tras la desamortización, en el siglo XIX, fue convertido en la fábrica de cerillas «El Globo» y en la actualidad es sede de una empresa internacional.
La arquitectura se conserva en buen estado y la iglesia se utiliza como almacén de materiales, así como el claustro, que está cegado. En el primer piso todavía se encuentran los dormitorios.
El conjunto ha sufrido varios incendios y ha perdido la decoración aunque se adivinan los esgrafiados bajo la capa de pintura blanca.